# Spas Wenkow
Spas Wenkow, bułg. Спас Венков (ur. 23 września 1928 w Wielkim Tyrnowie, zm. 12 sierpnia 2013 w Bad Ischl) – bułgarski śpiewak operowy, tenor.

## Życiorys
Ukończył studia prawnicze na uniwersytecie w Sofii, następnie uczył się śpiewu w Sofii, Ruse i Dreźnie. Debiutował w 1954 roku w Wielkim Tyrnowie jako Kote w operze Wiktora Dolidzego Keto i Kote. W kolejnych latach występował w prowincjonalnych teatrach operowych w Bułgarii i NRD, kolejno w Ruse (1962–1965), Döbeln (1965–1968), Magdeburgu (1968–1971) i Halle (1971–1975). Światowy rozgłos przyniosła mu dopiero rola Tristana w Tristanie i Izoldzie w Dreźnie w 1975 roku, po której rok później otrzymał angaż do Staatsoper Unter den Linden w Berlinie i wystąpił na festiwalu w Bayreuth. W 1981 roku wystąpił jako Tristan w nowojorskiej Metropolitan Opera, a w 1982 roku w Operze Wiedeńskiej. Poza partiami wagnerowskimi posiadał w swoim repertuarze także role w operach Giuseppe Verdiego i Giacomo Pucciniego.